# Dirk Jan ten Geuzendam

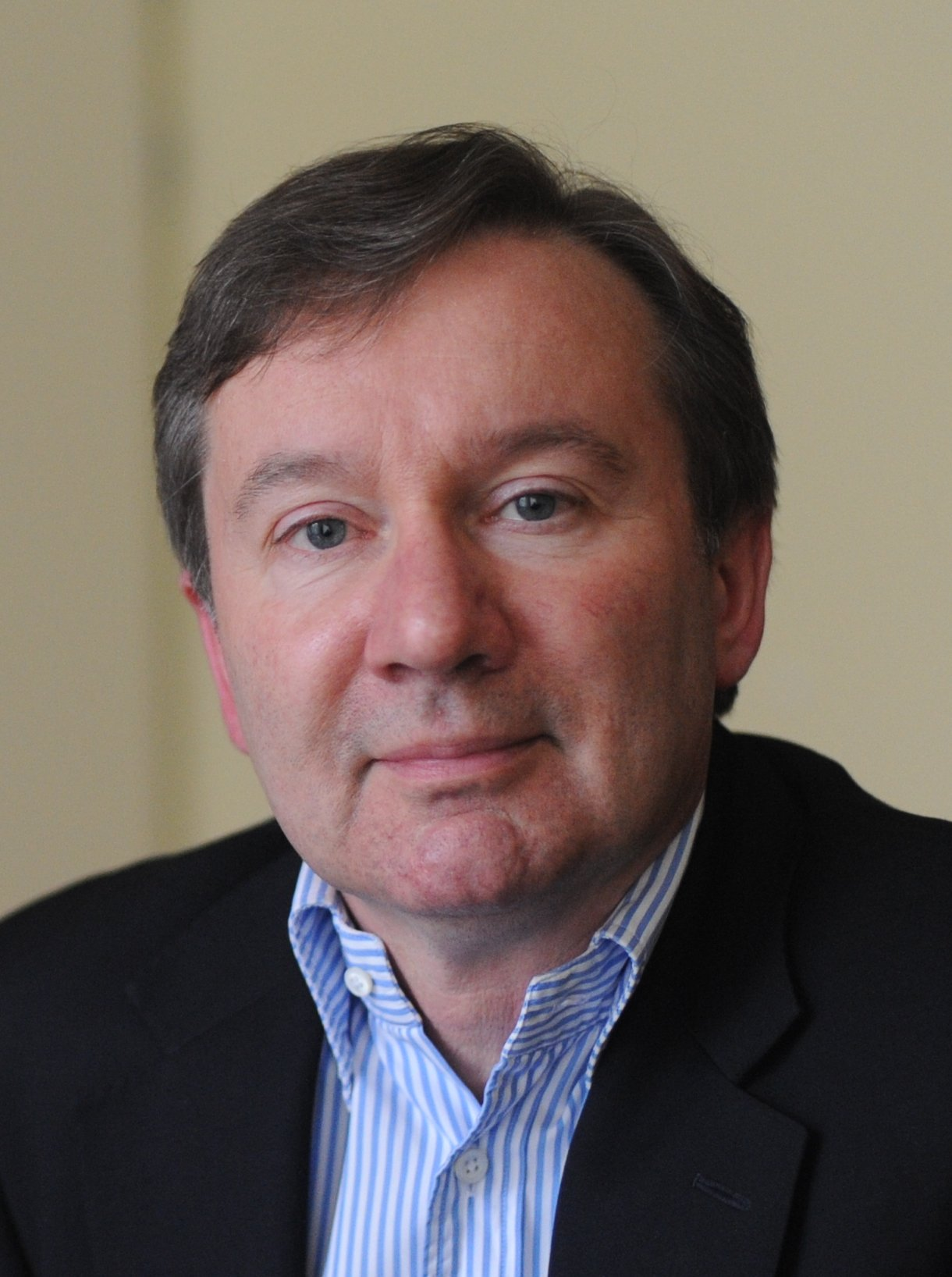
Dirk Jan ten Geuzendam 2014

Diederik Johan Mathijs ten Geuzendam  (* 11. Januar 1957 in Heerlen) ist ein niederländischer Journalist und Autor, der über Schach schreibt.
Zusammen mit Jan Timman ist er Chefredakteur der englischsprachigen Schachzeitschrift New In Chess. Außerdem schreibt er Kolumnen in Vrij Nederland und NRC Handelsblad.
Er interviewt regelmäßig die internationale Großmeister-Szene und ist Live-Kommentator vieler stark besetzter Turniere, unter anderem der Schachweltmeisterschaft 2012 in Moskau zwischen Viswanathan Anand und Boris Gelfand sowie des Norway Superchess 2013 und 2015 mit Magnus Carlsen und Viswanathan Anand.

## Veröffentlichungen
- Finding Bobby Fischer. 1994, ISBN 9071689867.
- Amsterdam 1996. 1996, ISBN 9789056910211.
- Waarom schaakt u eigenlijk?. VSB Toernooi 1996, ISBN 9789056910174.
- Tilburg 1997. 1997, ISBN 9056910337.
- Donner memorial. 1997, ISBN 9056910213.
- Linares! Linares! - A Journey into the Heart of Chess. 2001, ISBN 9789056910778.
- The Day Kasparov Quit. 2006, ISBN 9056911635.
- Matten / Schaakverhalen Nr. 1. 2007, ISBN 9056912100.